# Dionisia López Amado
Dionisia López Amado ( Cedeira, febrero de 1928 - 29 de noviembre de 2008, Buenos Aires ) fue una activista política gallega, miembro del grupo de Madres de Plaza de Mayo.

## Trayectoria política
Esta cedeirés emigró a la Argentina en 1952, con su marido y su hijo, a esa altura de cinco meses. Ese hijo, Antonio Adolfo Díaz López (5 de febrero de 1952- ), fotógrafo, y además su nuera Stella Maris Riganti, enfermera, eran militantes del Partido Revolucionario de los Trabajadores, y fueron secuestrados durante el terrorismo de Estado en Argentina, el 15 de mayo de 1976 (48 años), y permanecen desaparecidos hasta la actualidad.
A finales de los años setenta, Dionisia López pasó a integrar el colectivo de Madres de Plaza de Mayo, reivindicando información sobre el estado y situación de los asesinados y desaparecidos en la Argentina. Posteriormente, fundó la "Comisión de Familiares de Desaparecidos Españoles", y fue también la presidenta de la "Comisión por la Memoria, la Verdad y la Justicia de Zona Norte", una plataforma de reivindicación histórica del Distrito de Tigre, localidad bonaerense donde vivía Dionisia López.

## Muerte
Falleció el 29 de noviembre de 2008 a los 80 años de edad a causa de una peritonitis.

## Galardones
- Distinción Rosalía, entregada por el colectivo Herbas de prata, 2007.[11]

Miembro
- Comisión de Solidaridad y Derechos Humanos del Bloque Nacionalista Galego (BNG)[12]